# CSI-Piemonte
Il CSI-Piemonte (Consorzio per il Sistema Informativo) è un Consorzio di Enti pubblici che dal 1977 opera nel campo delle tecnologie dell'informazione e della comunicazione.
I campi in cui lavora corrispondono alle aree di intervento pubbliche: dalla sanità alle attività produttive; dai beni culturali ai sistemi amministrativi; dal territorio alla formazione professionale e al lavoro. I suoi servizi e progetti adottano soluzioni tecnologiche diverse, fra cui infrastrutture di rete, banche dati, sistemi informativi e servizi web.
L'organico del consorzio conta 2937 dipendenti (2017).

## Storia

### Anni Settanta
1977. Il 1º marzo la Regione Piemonte, l'Università degli Studi di Torino e il Politecnico di Torino firmano la convenzione per la nascita del "Consorzio Piemontese per il trattamento automatico dell'informazione". Il suo obiettivo è quello di coniugare la ricerca scientifica, la programmazione regionale e le autonomie locali, per favorire la riforma della Pubblica Amministrazione (PA).
1978. Il 15 luglio un commando terroristico di Prima Linea fa irruzione nel Centro di Calcolo del CSI incendiandone i macchinari.
1979. A novembre si consorziano al CSI la Provincia di Torino e il Comune di Torino.
In ambito sanitario si realizza l'Anagrafe degli Assistiti, che gestisce circa 3,5 milioni di pazienti.

### Anni Ottanta
1981. A giugno il Consorzio inizia la pubblicazione del periodico Nuovi Strumenti.
Viene sviluppato il sistema informativo agricolo “CERERE”, uno dei cui primi punti di forza è la gestione dell'anagrafe vitivinicola.
Nasce il "Progetto Anagrafe" per la gestione degli archivi dei Comuni, che permette di ottenere tutti i dati statistici sulla composizione della popolazione. A Cuneo si apre il primo sportello automatizzato dell'Anagrafe.
1982. Vengono inaugurati il Centro elaborazione dati del Comune di Cuneo e il nuovo Centro di Calcolo del Comune di Torino, adiacente alla sede del CSI-Piemonte.
1984. Si apre in CSI il Laboratorio di Intelligenza Artificiale (LIA), finanziato dalla Regione Piemonte in collaborazione con il Dipartimento di Informatica dell'Università di Torino. Tra gli obiettivi: la formazione di personale, la ricerca in campo informatico, lo studio del linguaggio naturale e dei sistemi esperti, i supporti alle scelte aziendali.
1985. Il CSI-Piemonte si connette con una linea ad alta velocità al super computer CRAY installato, per iniziativa del Ministero della Pubblica Istruzione, presso il centro di calcolo del CINECA a Casalecchio (Bologna). 
Si realizza un sistema di monitoraggio per la prevenzione delle calamità naturali. Nei locali del Consorzio sono operative la Sala Situazione Rischi Naturali, il radar meteorologico, la rete pluviometrica, la rete sismografica e il servizio neve e valanghe.
1987. Su iniziativa della Regione, il CSI-Piemonte elabora il progetto per una Rete Telematica Piemontese, in accordo con la SIP e con il coinvolgimento degli Atenei, degli Istituti Bancari, delle associazioni imprenditoriali e delle aziende private fornitrici di hardware e software. Si tratta della prima rete telematica pubblica a livello regionale.
Parte la fase sperimentale del Centro Unico di Prenotazione (CUP) per l'USL di Torino, a cui accedono 7 punti fra ospedali e poliambulatori.
1988. Viene realizzato il sistema Leonardo per l'analisi e la gestione del territorio (sistema cartografico, anagrafe patrimonio immobiliare e pratiche edilizie, piano regolatore).
1989. CSI e Olivetti sottoscrivono un accordo per l'informatizzazione del Sistema Sanitario Locale.

### Anni Novanta
1991. Entra in servizio il CRAY, supercalcolatore installato presso il Centro di Supercalcolo del Piemonte.
1994. Si conclude la catalogazione dei Beni culturali del Piemonte. Grazie all'applicativo Guarini del CSI-Piemonte sono stati catalogati e informatizzati di più di 24.000 oggetti tra reperti archeologici, opere d'arte ed edifici.
1996. Si sottoscrive un protocollo d'intesa tra CSI, Comune, Provincia e Regione, IRRSAE, Provveditorato agli Studi e Ministero della Pubblica Istruzione per collegare in rete tutte le scuole piemontesi.
La Città di Torino affida al CSI la gestione e lo sviluppo dell'intero sistema informativo comunale (circa 3.000 postazioni di lavoro).
1998. Con la firma di una convenzione con l'AIPA (l'Autorità per l'informatica nella Pubblica Amministrazione), il CSI-Piemonte diviene Centro Tecnico di Gestione di RuparPiemonte, la Rete Unitaria della PA Regionale.
1999. A Torino viene presentata la carta "Torinofacile", che consenta ai cittadini di accedere a servizi diversi: la cartografia comunale, le pratiche edilizie, la mobilità cittadina, i prestiti bibliotecari. 
CSI-Piemonte e INPS firmano un accordo per lo scambio diretto delle informazioni per via telematica fra i Comuni piemontesi e l'Ente di previdenza. Seguirà nel 2001 un analogo accordo con l'INAIL.

### Anni Duemila
2001. Con il finanziamento della Fondazione CRT si avvia il “Servizio Universale” per le scuole: tutte le sedi scolastiche possono collegarsi alla RuparPiemonte (già “PiemonteinRete”).
In occasione del primo bando di finanziamento per l'e-Government, grazie al ruolo guida del CSI gli Enti locali piemontesi si presentano insieme con il macroprogetto “SistemaPiemonte”, composto da sei iniziative: dall'autenticazione e abilitazione in rete (IRIDE) all'interscambio informativo e documentale, dai servizi on line per i cittadini a quelli per le imprese.
2003. Il CSI istituisce il Laboratorio di Accessibilità e Usabilità, che fornisce supporto, formazione e consulenza agli Enti per abbattere le barriere che ostacolano l'uso dei servizi telematici pubblici.
2004. La Regione Piemonte presenta WI-PIE (già RUPAR2), il piano per diffondere la banda larga su tutto il territorio. Si tratta di un vero e proprio intervento di politica industriale che coinvolge tutte le amministrazioni pubbliche, del sistema economico, del mondo dell'Università e della Ricerca.
Su iniziativa della Regione Piemonte, il CSI-Piemonte lancia la piattaforma di eProcurement regionale, uno strumento che permette agli Enti locali di risparmiare acquistando per via telematica i beni e i servizi di cui hanno bisogno. In sei anni di utilizzo lo strumento ha permesso risparmi medi di circa il 20%.
2006
Nasce il SovraCUP. Il servizio, promosso dalla Regione Piemonte e progettato e realizzato dal CSI, è attivato per le ASL torinesi e consente di prenotare, revocare o modificare visite ambulatoriali o esami diagnostici nell'azienda sanitaria che si preferisce o che ha disponibilità per prima fra quelle appartenenti al sistema.
Grazie all'applicativo “Comunicazioni on line” del CSI, la Provincia di Torino è la prima in Italia a rendere obbligatorio l'uso del canale informatico per inviare ai Centri per l'Impiego le comunicazioni sull'avviamento e sulle variazioni dei rapporti di lavoro.
Parte il progetto europeo PICTURE. Finanziato dal VI Programma Quadro di Ricerca e Sviluppo Tecnologico della Commissione Europea, PICTURE si propone di realizzare e promuovere strumenti Web per la misurazione dell'impatto delle ICT nei processi amministrativi delle Pubbliche Amministrazioni europee, per migliorarne le strategie di investimento. Le attività di comunicazione sono affidate al CSI.
2007. A gennaio il CSI-Piemonte è “Official Supplier” per i servizi tecnologici della XXIII Universiade Invernale di Torino.
Il CSI è tra i promotori del C.LAB Agri di Cuneo, Laboratorio di Innovazione attivo nella ricerca e sperimentazioni di soluzioni avanzate per la tracciabilità dei prodotti agroalimentari. Fra gli altri fondatori la Regione Piemonte, la Provincia e la Città di Cuneo, la Facola di Agraria dell'Università degli Studi di Torino.
Su iniziativa dal CSI e con la direzione scientifica di Luciano Gallino, nasce il “Centro multimediale on line Storia e Cultura dell'Industria: il Nord-Ovest dal 1850”. Il suo obiettivo è quello di promuovere attraverso il Web e la multimedialità la conoscenza della storia dell'industria e del lavoro di Piemonte, Liguria e Valle d'Aosta con finalità didattiche e di ricerca.
Camera di Commercio di Torino, CSI-Piemonte, Fondazione Torino Wireless e Centro Estero per l'Internazionalizzazione avviano il progetto Think Up, per la promozione del comparto ICT piemontese all'estero.
2008. Dalla collaborazione fra CSI-Piemonte, Regione Piemonte, Provincia di Torino e Città di Torino, Politecnico di Torino e Università di Torino nasce DoQui, una piattaforma di gestione documentale che permette di conservare, organizzare e ricercare la documentazione in formato elettronico degli Enti pubblici piemontesi (delibere, atti, fatture…).
2009. Grazie alla collaborazione tra ASL del Verbano Cusio Ossola, Regione Piemonte, Provincia del Verbano Cusio Ossola e CSI-Piemonte si avvia il servizio di telemonitoraggio e teleassistenza domiciliare per i residenti nella provincia. Ad alcune tipologie di pazienti viene offerta la possibilità di ricevere assistenza presso il proprio domicilio, riducendo al minimo la necessità di spostamenti in ambulatorio o in ospedale.

## I convegni scientifici
Dal 2002 il CSI-Piemonte si è fatto promotore di numerosi appuntamenti divulgativi sui temi della tecnologia, della scienza e dell'economia. Fra questi il convegno annuale promosso dal suo Comitato Tecnico Scientifico, a cui hanno preso parte negli anni ricercatori della ISI Foundation, studiosi, esperti e docenti universitari italiani e internazionali come Leonardo Chiariglione, Derrick de Kerckhove, Domenico De Masi, Lawrence Lessig, Giulio Giorello ed Edoardo Boncinelli.
Fra i temi trattati: l'E-learning, la conoscenza come bene pubblico, la memoria, lo spazio e il tempo, la complessità, i linguaggi del sapere e il governo dell'incertezza.

## Gli Enti consorziati
Al CSI-Piemonte aderiscono oltre 100 Enti pubblici. Oltre ai fondatori (Regione Piemonte, Università di Torino e Politecnico di Torino), ne fanno parte la Città di Torino, tutte le Province piemontesi, Comuni e Associazioni, Aziende Sanitarie e Ospedaliere, Agenzie e altre Amministrazioni regionali.

## Le partecipazioni
- CIC (Consorzio per l'Informatizzazione del Canavese), su cic.ivrea.it. URL consultato il 23 febbraio 2013 (archiviato dall'url originale il 13 giugno 2013).
- Consorzio TOP-IX (TOrino Piemonte Internet eXchange)
- CSP - Innovazione nelle ICT

## Le sedi
- Torino - corso Unione Sovietica, 216 (ex Regio Istituto di Riposo per la Vecchiaia)
- Cuneo (dal 2002);
- Novara (dal 2004);
- Alessandria (dal 2006).